# 12 concerti grossi da Ausserlesene Instrumental-Musik
I 12 concerti grossi che compongono la raccolta Ausserlesene Instrumental-Musik vennero composti dal musicista tedesco Georg Muffat, e pubblicati nel 1701 a Passavia. Essi portano anche un titolo alternativo in lingua francese: Elite d'une Harmonie instrumentale.
Si tratta di versioni rimaneggiate delle sonate che componevano la raccolta l'Armonico Tributo, pubblicata da Muffat nel 1682.
La scrittura strumentale è a 5 parti, per gruppo d'archi e basso continuo, ma lo stesso compositore precisa che l'organico può essere variabile: da un minimo di due violini e basso continuo (tralasciando le parti delle due viole), fino ad una completa orchestra, con parti solistiche eseguite da un concertino (gruppo di solisti) formato da 2 violini, 2 viole e basso continuo, ed un tutti a cui possono essere aggiunti anche strumenti a fiato e, nella sezione del basso continuo, clavicembali, tiorbe, arpe, regali.
I concerti sono caratterizzati da quattro, cinque o sei movimenti. 
In essi vengono usate alcune tra le più frequenti danze della suite dell'epoca, Allemanda, Giga, Gavotta, Sarabanda, Minuetto, Borea.
I concerti portano titoli in latino come Bona nova, Convalescentia, Cor vigilans (come Muffat aveva già fatto nella raccolta di suites in stile francese per orchestra Florilegium), indicativi della destinazione prevalentemente "germanofila" della pubblicazione.

## I Concerti
Concerto n. 1 in re minore - Bona nova
- Sonata: Grave, Allegro
- Ballo: Allegro
- Grave
- Aria: Vivace
- Giga: Allegro

Concerto n. 2 in la maggiore - Cor vigilans
- Sonata: Grave, Presto, Grave
- Corrente: Allegro
- Grave
- Gavotta: alla breve ma non Presto
- Rondeau: Allegro

Concerto n. 3 in si maggiore - Convalescentia
- Sonata: Grave, Presto
- Aria: Presto, Allegro, Presto, Grave, Presto
- Grave
- Giga I: Presto
- Giga II: Allegro

Concerto n. 4 in sol minore - Dulce somnium
- Sonata: Grave
- Sarabanda: Grave
- Grave, Adagio
- Aria: Allegro
- Borea: alla breve un poco Grave

Concerto n. 5 in re maggiore - Saeculum
- Sonata: Grave, Allegro
- Allemanda: Largo
- Grave
- Gavotta: alla breve ma non Presto
- Minuetto: Allegro

Concerto n. 6 in la minore - Quis hic?
- Sonata: Allegro, Presto
- Aria: Allegro
- Grave
- Aria: Allegro
- Borea: alla breve ma poco Grave

Concerto n. 7 in mi maggiore - Deliciae Regnum
- Sonata: Grave
- Aria: Largo
- Gavotta: Allegro
- Grave
- Giga: Allegro
- Minuetto: Vivace

Concerto n. 8 in fa maggiore - Coronatio Augusta
- Sonata: Grave
- Allemanda: Largo
- Grave
- Gavotta: alla breve ma non Presto
- Rondeau: Allegro

Concerto n. 9 in do minore - Victoria Maesta
- Sonata: Grave, Allegro
- Aria: Allegro
- Grave
- Sarabanda: Adagio
- Borea: Alla breve, un po' vivace

Concerto n. 10 in sol maggiore - Perseverantia
- Allemanda: Largo
- Grave
- Gavotta: alla breve ma non Presto
- Minuetto: Vivace

Concerto n. 11 in mi minore - Delirium Amoris
- Sonata: Grave, Allegro
- Ballo: Allegro
- Grave, Presto
- Minuetto: Allegro
- Giga: Allegro

Concerto n. 12 in sol maggiore - Propitia Sydera
- Sonata: Grave, Allegro
- Aria: Largo
- Gavotta: alla breve un poco Presto
- Ciaccona: un poco Grave
- Borea: Allegro

## Discografia
- Le Parlement de Musique, dir. Martin Gester, Tempéraments-France Musique
- Musica aeterna Bratislava, dir. Peter Zajícek, Naxos
- Armonico Tributo; dir. Lorenz Duftschmid
- Capella Savaria; dir. Pal Nemeth
- La Petite Bande, dir. S. Kuijken
- Holland Baroque Society, dir. Matthew Halls

| Controllo di autorità | VIAF (EN) 177431446 · GND (DE) 112323258X · BNF (FR) cb13936447z (data) · J9U (EN, HE) 987007597426405171 |